# Коровне
Коровне — колишнє селище в Україні, у Сновському районі Чернігівської області. Підпорядковувалось Новоборовицькій сільській раді.
18 грудня 1996 року Чернігівська обласна рада зняла село з обліку.